# Karl Ubl (Politiker)
Karl Ubl (* 27. Dezember 1838 in Klagenfurt; † 3. Dezember 1911 ebenda) war ein österreichischer Hof- und Gerichtsadvokat und Politiker.

## Leben
Ubl war der Sohn des k.k. Landesregierungsdirektors Karl Ubl (* 7. Dezember 1792; † 20. Februar 1874) und dessen Ehefrau Anna geb. Fürst (* 11. September 1808). Er war römisch-katholisch und blieb ledig. 
Ubl besuchte das Gymnasium in Klagenfurt und begann 1855 ein Jus-Studium in Graz, welches er 1859 mit der Promotion zum Dr. jur. abschloss. 1859 wurde er Rechtspraktikant und Auskultant beim Landesgericht Klagenfurt und 1862 Rechtsanwaltskonzipient. Von 1869 bis 1882 arbeitete er als Rechtsanwalt in Klagenfurt, danach bis zum Ruhestand 1908 als Rechtskonsulent und Kanzleidirektor der Kärntner Sparkasse. Er war Mitglied des Verwaltungsrates der Gailtalbahn. Im Jahr 1899 erhielt er den Orden der Eisernen Krone III. Klasse und 1902 das Ritterkreuz des Eisernenkronen-Ordens. Er ist auf dem Friedhof Maria Rain begraben.
Vom 14. September 1871 bis zum 24. Juli 1896 war er Abgeordneter im Kärntner Landtag. Er gehörte dem Klub Verfassungspartei (Deutschliberale) an und war in der 
- IV. Wahlperiode  von 1871 bis 1877 Mitglied des Landesausschusses; Mitglied des Finanz-, des Verifikations- und des juridisch-politischen Ausschusses
- V. Wahlperiode von 1878 bis 1884 Landeshauptmann-Stellvertreter
- VI. Wahlperiode von 1884 bis 1890 Mitglied des Landesausschusses; Mitglied des Finanz- und des politisch-juridischen Ausschusses
- VII. Wahlperiode von 1890 bis 1896 Mitglied des Finanz- und des juridisch-politischen Ausschusses sowie der Sonderausschüsse für Krankenhaus-Neubau und Kaiserjubiläum